# Исчезнувшие населённые пункты Ивановской области/Ильинский район
Исчезнувшие населённые пункты Ивановской области/Ильинский район
- Абелково, Щенниковский с/с, № 86 от 17.02.1972
- Авдеево, Щенниковский с/с, № 269 от 9.04.1974
- Александровка, Гарский с/с, № 269 от 9.04.1974
- п. Алексеевского картофелетерочного завода, Алексеевский с/с, № 86 от 17.02.1972
- Ананьино , Аньковский с/с, № 86 от 17.02.1972
- Анисимовка, Ильинский с/с, № 292 от 11.05.1961
- Аферьево, Алексеевский с/с, № 86 от 17.02.1972
- Баево, Щенниковский с/с, № 86 от 17.02.1972
- Байганово, Алексеевский с/с, № 483 от 26.10.1964
- Бармино, Игрищинский с/с, № 152 от 17.07.1997
- Бараново, Хлебницкий с/с, № 269 от 9.04.1974
- Березники, Аньковский с/с, № 25/17 от 16.12.1975
- Березово, Сенихинский с/с, № 86 от 17.02.1972
- Беседы, Радинский с/с, № 483 от 26.10.1964
- Борисовка, Щенниковский с/с, № 664 от 20.11.1972
- Бохулино, Гарский с/с, № 429 от 16.10.1957
- Брянцево, Алексеевский с/с, № 269 от 9.04.1974
- Буйники, Алексеевский с/с, № 269 от 9.04.1974
- Варгасово, Радинский с/с, № 483 от 26.10.1964
- Ваулиха, Ильинский с/с, № 86 от 17.02.1972
- Веска, Гарский с/с, № 483 от 26.10.1964
- Волосцево, Щенниковский с/с, № 269 от 9.04.1974
- Волосачево, Аньковский с/с, № 152 от 17.07.1997
- Воронцово-Спасское, Аньковский с/с, № 152 от 17.07.1997
- Ворончиха, Игрищинский с/с, № 86 от 17.02.1972
- п. Гладышевского торфопредприятия, Исаевский с/с, № 483 от 26.10.1964
- Говорово, Алексеевский с/с, № 86 от 17.02.1972
- Грязный Луг, Нажеровский с/с, № 483 от 26.10.1964
- Душилово, Гарский с/с, № 269 от 9.04.1974
- Душилово, Игрищинский с/с, № 152 от 17.07.1997
- Жилкино, Алексеевский с/с, № 20/11 от 15.11.1976
- Завалиха, Гарский с/с, № 269 от 9.04.1974
- Запрудново, Гарский с/с, № 86 от 17.02.1972
- Зиновка, Сенихинский с/с, № 483 от 26.10.1964
- Игольчиха, Нажеровский с/с, № 177 от 1.06.1981
- Избяково, Щенниковский с/с, № 86 от 17.02.1972
- п. Исаевского цикорно-сушильного завода, Исаевский с/с, № 483 от 26.10.1964
- Кербуково, Щенниковский с/с, № 429 от 16.12.1957
- Княгинино, Гарский с/с, № 269 от 9.04.1974
- Козлово, Ильинский с/с, № 483 от 26.10.1964
- Короваево, Коварчинский с/с, № 152 от 17.07.1997
- Коровайницы, Исаевский с/с, № 20/11 от 15.11.1976
- п. Красный, Коварчинский с/с, № 86 от 17.02.1972
- Кривцово, Каблуковский с/с, № 152 от 17.07.1997
- Кузьминское, Алексеевский с/с, № 86 от 17.02.1972
- п. Кулачевского картофелетерочного завода, Исаевский с/с, № 25/17 от 16.12.1975
- Куреткино, Исаевский с/с, № 86 от 17.02.1972
- Лаврово, Щенниковский с/с, № 269 от 9.04.1974
- Лапнево, Кулачевский с/с, № 152 от 17.07.1997
- Лаптиха, Алексеевский с/с, № 292 от 11.05.1961
- Левино, Щенниковский с/с, № 86 от 17.02.1972
- Лесная Поляна, Исаевский с/с, № 483 от 26.10.1964
- Лодыгино, Гарский с/с, № 86 от 17.02.1972
- Луговое, Кулачевский с/с, № 152 от 17.07.1997
- Матвеевское, Алексеевский с/с, № 86 от 17.02.1972
- Мауриха, Каблуковский с/с, № 383 от 21.12.1981
- Медведково, Коварчинский с/с, № 17/9 от 11.11.1979
- Милославка, Гарский с/с, № 483 от 26.10.1964
- Митино, Гарский с/с, № 86 от 17.02.1972
- Митяево, Игрищинский с/с, № 86 от 17.02.1972
- Михалёво, Аньковский с/с, № 9/20-1 от 24.04.1978
- Нажеровская, Нажеровский с/с, № 86 от 17.02.1972
- Нестерцево, Коварчинский с/с, № 152 от 17.07.1997
- Нечаевка, Гарский с/с, № 86 от 17.02.1972
- Никитинка, Щенниковский с/с, № 152 от 17.07.1997
- Никифорово, Гарский с/с, № 269 от 9.04.1974
- Николо-Дор, Щенниковский с/с, № 152 от 17.07.1997
- Новое, Сенихинский с/с, № 269 от 9.04.1974
- Новосёлка, Гарский с/с, № 17/9 от 11.11.1979
- Омачкино, Исаевский с/с, № 20/11 от 15.11.1976
- Отрадная, Игрищинский с/с, № 86 от 17.02.1972
- Павлинцево, Гарский с/с, № 86 от 17.02.1972
- Павловское, Исаевский с/с, № 483 от 26.10.1964
- Паньково, Исаевский с/с, № 483 от 26.10.1964
- Петрилово, Гарский с/с, № 152 от 17.07.1997
- Петроково, Гарский с/с, № 483 от 26.10.1964
- Петряйка, Щенниковский с/с, № 152 от 17.07.1997
- Погост Крест, Гарский с/с, № 483 от 26.10.1964
- Поддубново, Каблуковский с/с, № 152 от 17.07.1997
- Подочелиха, Алексеевский с/с, № 86 от 17.02.1972
- п. Подсобного хозяйства, Анрлгьковский с/с, № 86 от 17.02.1972
- Прохоньево, Вескинский с/с, № 21/16 от 12.12.1977
- Романцево, Ильинский с/с, № 21/16 от 12.12.1977
- Росцыно, Исаевский с/с, № 17/9 от 11.11.1979
- Рыбинка, Исаевский с/с, № 86 от 17.02.1972
- Рязанка, Щенниковский с/с, № 25/17 от 16.12.1975
- Сабельниково, Щенниковский с/с, № 86 от 17.02.1972
- Санниково, Ивашевский с/с, № 152 от 17.07.1997
- Санчарово, Аньковский с/с, № 152 от 17.07.1997
- Селищи, Ивашевский с/с, № 152 от 17.07.1997
- Селищинская, Ивашевский с/с, № 177 от 1.06.1981
- Семернино, Ильинский с/с, № 269 от 9.04.1974
- Сертино, Ильинский с/с, № 152 от 17.07.1997
- Скочково, Гарский с/с, № 86 от 17.02.1972
- Смолкино, Исаевский с/с, № 429 от 16.10.1957
- Старово, Каблуковский с/с, № 9/20-1 от 24.04.1978
- Столбцово, Алексеевский с/с, № 269 от 9.04.1974
- Сухирь, Гарский с/с, № 429 от 16.10.1957
- Твердилково, Игрищинский с/с, № 20/11 от 15.11.1976
- Тверки, Гарский с/с, № 86 от 17.02.1972
- Терешково, Ильинский с/с, № 483 от 26.10.1964
- Тимофеевка, Гарский с/с, № 483 от 26.10.1964
- Тормосово, Исаевский с/с, № 152 от 17.07.1997
- Трубкино, Коварчинский с/с, № 152 от 17.07.1997
- Утехово, Исаевский с/с, № 86 от 17.02.1972
- Фантереево, Каблуковский с/с, № 21/16 от 12.12.1976
- Филиппцево, Щенниковский с/с, № 86 от 17.02.1972
- Хмельники, Алексеевский с/с, № 483 от 26.10.1964
- Хотенцево, Алексеевский с/с, № 86 от 17.02.1972
- Чагино, Коварчинский с/с, № 152 от 17.07.1997
- Чекряниково, Каблуковский с/с, № 152 от 17.07.1997
- Ченцы, Ильинский с/с, № 152 от 17.07.1997
- Чепелиха, Сенихинский с/с, № 269 от 9.04.1974
- Черноводка, Игрищинский с/с, № 152 от 17.07.1997
- Чурилово Малое, Исаевский с/с, № 86 от 17.02.1972
- Чуркино , Гарский с/с, № 429 от 16.10.1957
- Шимониха, Гарский с/с, № 86 от 17.02.1972
- Шишкино, Ильинский с/с, № 152 от 17.07.1997
- Шишково, Нажеровский с/с, № 86 от 17.02.1972
- п. Щенниковского картофелетерочного завода, Щенниковский с/с, № 483 от 26.10.1964
- Щуриха, Коварчинский с/с, № 152 от 17.07.1997
- Ядреево, Каблуковский с/с, № 152 от 17.07.1997
- Язвинцево, Ивашевский с/с, № 17/9 от 11.11.1979
- Якшино, Игрищинский с/с, № 152 от 17.07.1997